# イオン吹田店

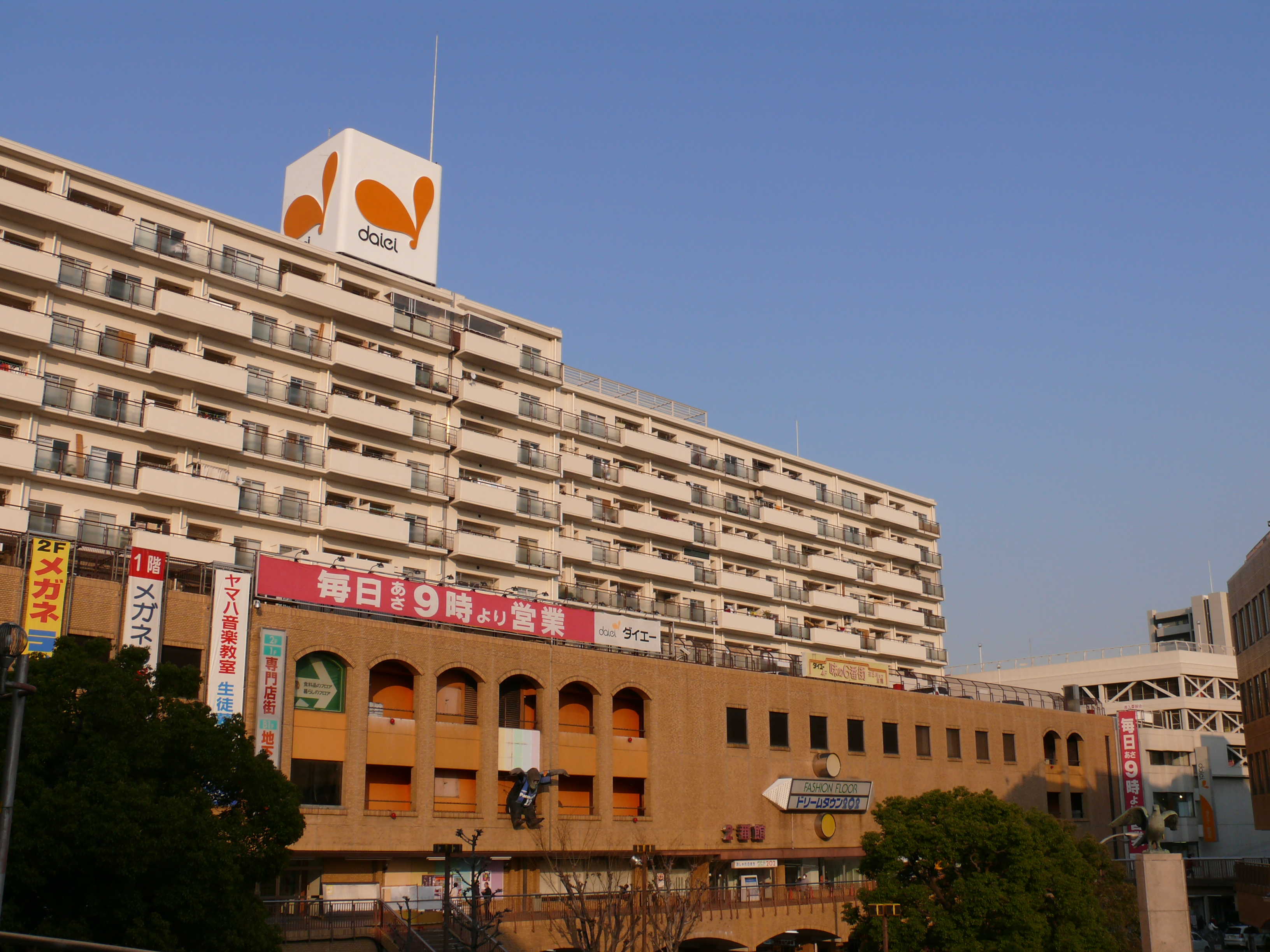
ダイエー吹田店時代

イオン吹田店（イオンすいたてん）は大阪府吹田市朝日町二丁目にある大型商業施設（ショッピングセンター）である。JR京都線吹田駅前の「吹田さんくす」1番館と2番館に入っている。ネットスーパー取扱店舗。

## 歴史
1970年（昭和45年）の大阪万博の開催を前にして、1969年（昭和44年）には国鉄吹田駅駅前地区の活性化を目指し、吹田市によって吹田駅前開発構想が発表された。吹田市は駅前ビルを建設することとし、当初は阪神百貨店がキーテナントとして計画されていたが、最終的にはスーパーのダイエーをキーテナントに誘致した。1977年（昭和52年）には再開発ビル「吹田さんくす」の建設に着工し、1979年（昭和54年）10月にダイエー吹田店を含む「吹田さんくす」が開業した。「さんくす」とは太陽を意味する「sun（サン）」と吹田市の市木のクスノキの「クス」に由来し、「感謝」の意味も込められているとされる。この間の1974年（昭和49年）には旭通商店街に日本一とも称されるアーケードが完成しており、「吹田さんくす」開業直前の1979年9月には旭通商店街にショッピングモールが完成している。
2016年（平成28年）3月1日にはダイエーからイオンリテールに営業権が承継された。同年3月22日までダイエーとして営業を続け、その後の改装休業を経て、同年3月25日にイオン吹田店に改称された。2019年（令和元年）10月には「吹田さんくす」が開業40周年を迎え、40周年記念イベント「THANKS！40年！これからも！さんくす感謝の3日間」を開催する予定だったが、令和元年東日本台風（台風19号）の接近によって中止となった。

## フロア構成
イオン吹田店は吹田さんくす1・2番館を使用して売場面積を広げた構造になっている。2番館の上階は住宅となっている。

### 吹田さんくす1番館
- 1F:専門店
- 2F:専門店
- 3F:なし
- 4F:専門店
- 5F:専門店

### 吹田さんくす2番館
| 階  | A館                                        | B館                                            | C館                                            |
| --- | ------------------------------------------ | ---------------------------------------------- | ---------------------------------------------- |
| B1F | なし                                       | なし                                           | 食料品                                         |
| 1F  | 専門店ディッパーダン・シュープラザ         | 専門店                                         | 化粧品・薬・ドムドムハンバーガー               |
| 2F  | 専門店ドコモショップ・ハニーズ・手芸の丸十 | 専門店                                         | インテリア・日用品・文具・おもちゃ・子供衣料   |
| 3F  | 専門店ダイソー・マックハウス               | 婦人衣料・メンズ衣料・インナーウエア・服飾雑貨 | 婦人衣料・メンズ衣料・インナーウエア・服飾雑貨 |
| 4F  | 専門店マツヤデンキ・日本旅行               | 飲食店・モーリーファンタジー・書籍アシーネ     | 駐車場                                         |

## テナント
出店全店舗一覧は公式サイトを参照。

## アクセス
- JR東海道本線 吹田駅から徒歩3分